# Egon Rheinberger
Egon Rheinberger (* 14. Januar 1870 in Vaduz; † 25. Juli 1936 in Balzers) war ein Liechtensteiner Bildhauer, Maler, Restaurator und Architekt.

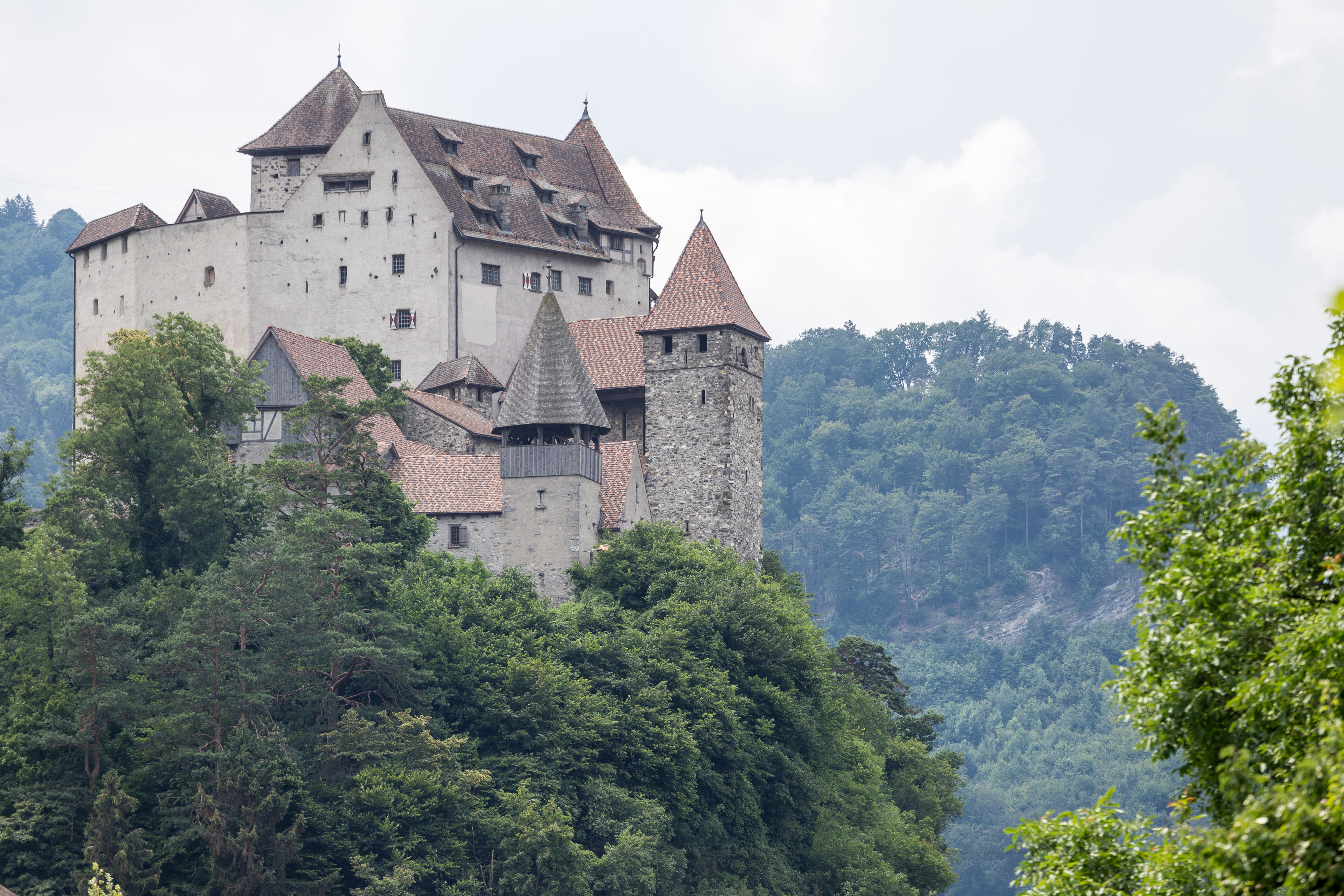
Die Burg Gutenburg bei Balzers, von Egon Rheinberger 1905 erworben und wiederaufgebaut

## Biografie
Egon Rheinberger wurde am 14. Januar 1870 im Roten Haus in Vaduz als jüngstes Kind von Peter Rheinberger, einem ehemaligen Hauptmann des liechtensteinischen Militärs und nun Landestechniker, und dessen Frau Theresia, geborene Rheinberger (1834–1901), geboren. Er wuchs mit drei Schwestern auf: Hermine (1864–1932), die Schriftstellerin wurde, Olga (1865–1916) und Emma (1868–1943).
Nach dem Besuch des Gymnasiums in Feldkirch begann er ein Kunststudium in München. Unterstützung fand er hier bei seinem Onkel, dem MusikerJosef Gabriel Rheinberger und dessen Frau, der Schriftstellerin Franziska von Hoffnaaß. Nach erfolgreichem Abschluss betätigte er sich für kurze Zeit als Bildhauer in München. Nach einer Italienreise mit seinem Künstlerkollegen Georg Wrba kehrte er noch einmal nach München zurück, jedoch begann er nach einigen Monaten 1899 bei dem  Fürst Johann II. von Liechtenstein und dem Grafen von Wilczek eine Tätigkeit als Maler, Bildhauer und Architekt. In Niederösterreich führte er dann Arbeiten an der Burg Liechtenstein und Burg Kreuzenstein aus, wo er für die Ausführung des Bergfried der Burg Liechtenstein höchste Anerkennung bekam. Auch für die Wiederherstellung von Schloss Vaduz machte er Vorschläge, die aber nur teilweise berücksichtigt wurden.
Von 1902 bis 1910 war er Stellvertreter Abgeordneter und von 1914 bis 1918 schließlich Abgeordneter im Landtag des Fürstentums Liechtenstein. Des Weiteren war er von 1915 bis 1919 Richter am Fürstlichen Gericht Vaduz.
Rheinberger war seit dem 23. Mai 1910 mit Maria Schädler, der Tochter des Arztes und Politikers Rudolf Schädler, verheiratet und hatte drei Söhne. Sein Sohn Hans wurde später Architekt und machte sich auch als Denkmalschützer einen Namen. Der Direktor am Max-Planck-Institut für Wissenschaftsgeschichte in Berlin, Hans-Jörg Rheinberger, ist Egon Rheinbergers Enkel.

## Werk

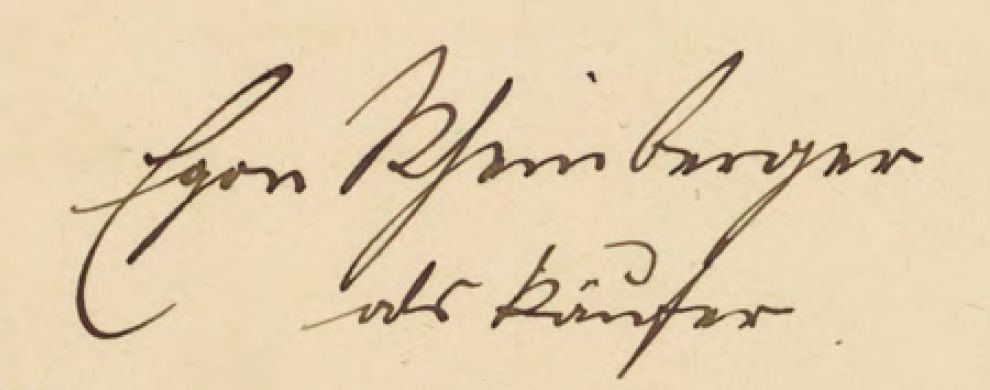
Rheinbergers Unterschrift aus dem Kaufvertrag vom 10. Mai 1905 über den Kauf der Burgruine Gutenberg.

Seine frühen bildhauerischen Werke gingen verloren, so dass er sich später mehr handwerklichen Ausführungen in Maler-, Schreiner-, Steinhauer- und vor allem in Schmiedearbeiten zuwendete. Sein Ziel war es, als Baumeister und  Architekt freischaffend tätig zu werden.
Nach langjähriger Tätigkeit als Künstler auf den Burgen Liechtenstein und der Burg Kreuzenstein, kehrte er in seine Heimat Vaduz in Liechtenstein zurück. Hier baute er sein Elternhaus, das Rote Haus mit einem Turm und einer einmaligen Innenausstattung im Stil des Historismus aus.
Im Jahr 1905 gelang es ihm, die zerfallene Ruine Gutenberg der Herren von Ramschwag bei Balzers von Fürstin Franziska da Paula von Liechtenstein zu erwerben, diese baute er völlig neu auf den noch bestehenden Gebäuderesten auf. Hier wohnte er mit seiner Frau und den Kindern bis zu seinem Tod.

## Ruhestätte

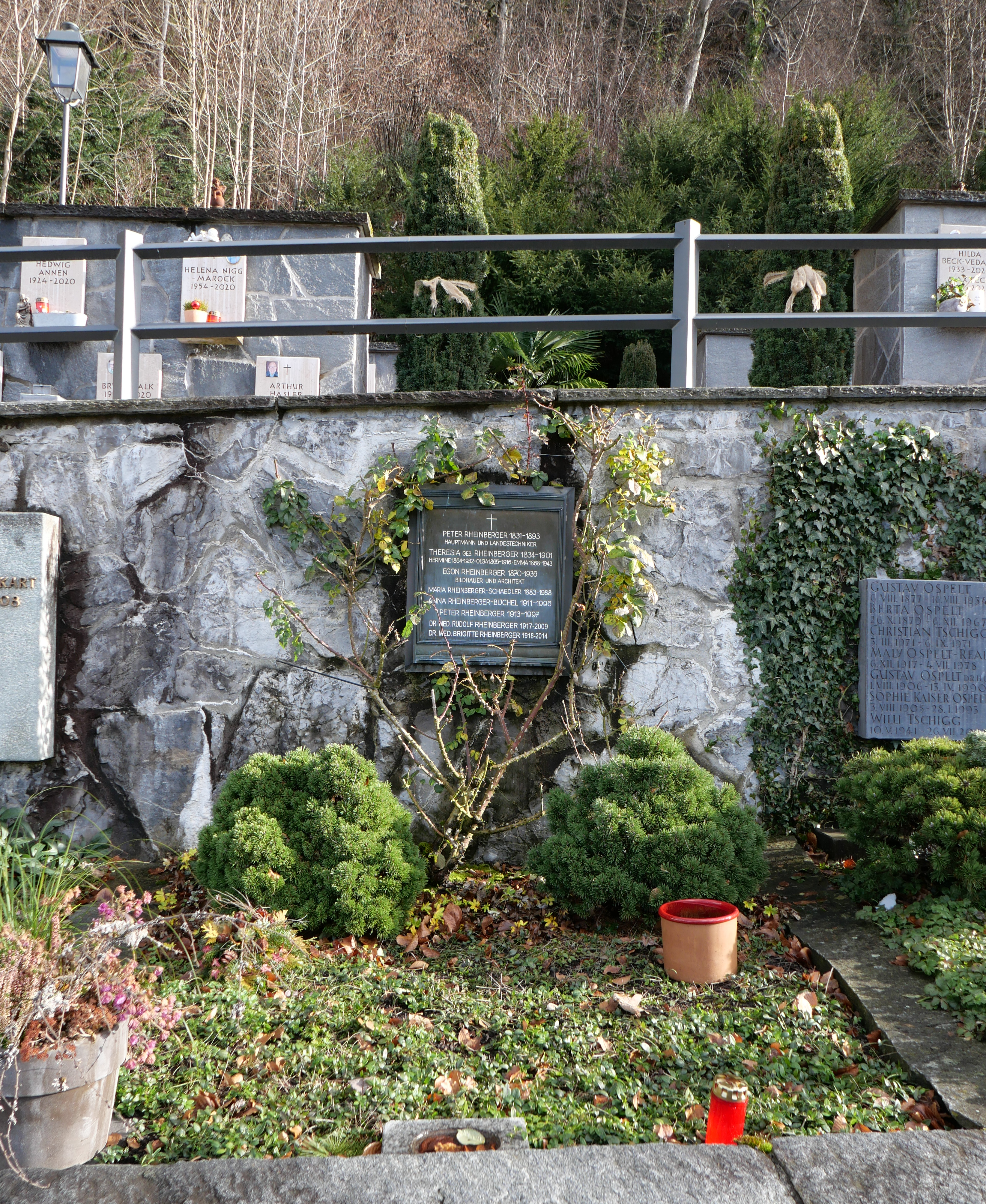
Das Familiengrab im Jahr 2024.

Rheinberger fand seine letzte Ruhestätte auf dem Friedhof von Vaduz. In dem Grab sind auch seine Eltern, seine drei Schwestern sowie Maria Rheinberger-Schaedler (1883–1988), Anna Rheinberger-Büchel (1911–1996), Peter Rheinberger (1913–1997), Rudolf Rheinberger (1917–2009) und Brigitte Rheinberger (1918–2014) bestattet.

## Ehrungen
Ein Weg nahe der Burg Gutenberg wurde nach ihm benannt.

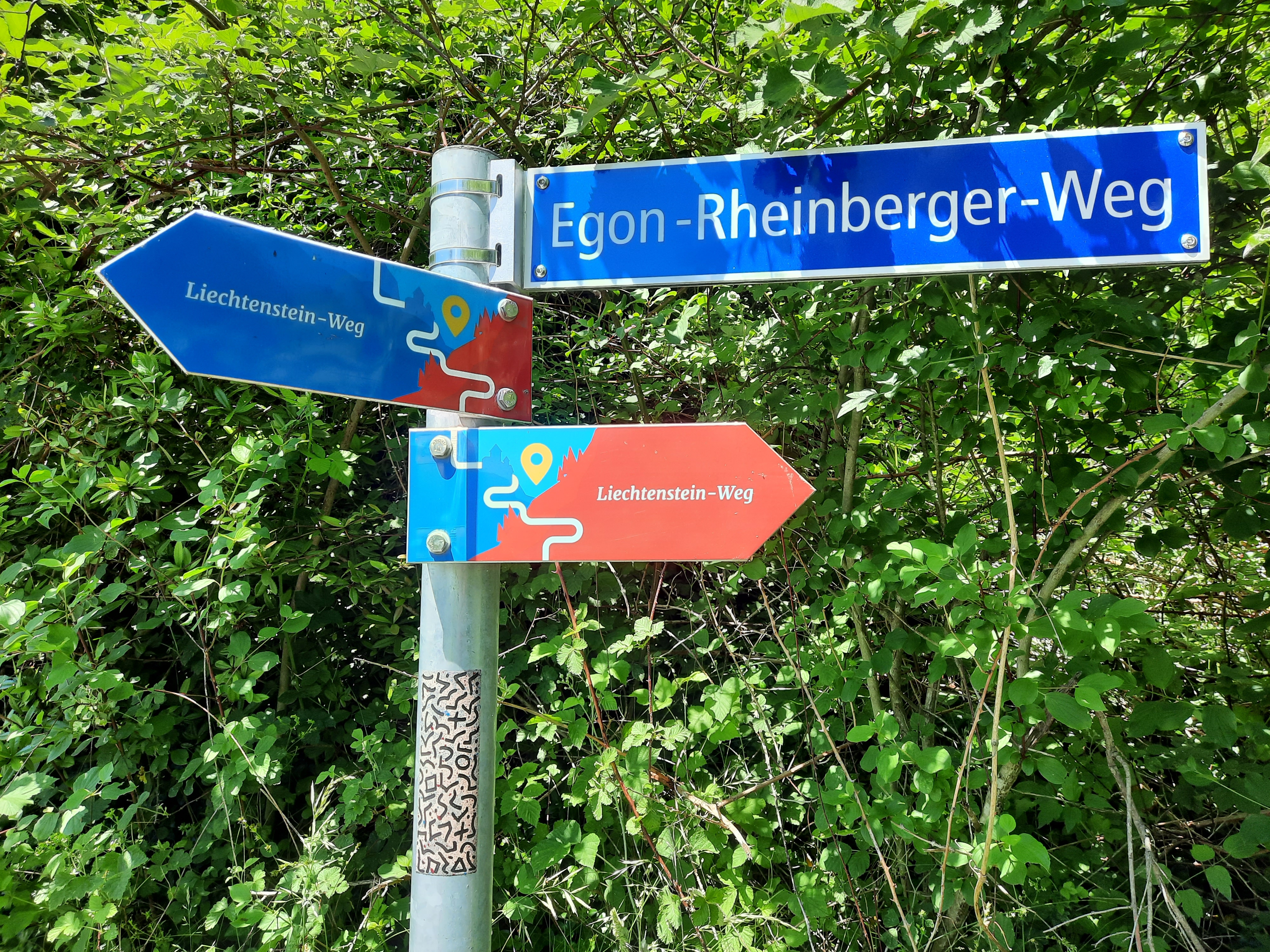
Egon-Rheinberger-Weg nahe der Burg Gutenberg